# Scymnus haemorrhoidalis
Mindre rödstjärtdvärgpiga (Scymnus haemorrhoidalis) är en skalbaggsart som beskrevs av Herbst 1797. Den ingår i släktet Scymnus och familjen nyckelpigor. Arten är reproducerande i Sverige.

## Beskrivning
Arten är svart med rödgult huvud och spetsen på täckvingarna rödgul. Täckvingarna har tät behåring i ett virvelmönster. Kroppslängden är liten, mellan 1,6 och 2,3 mm.

## Utbredning
Utbredningsområdet omfattar Nord- och Mellaneuropa inklusive Storbritannien men exklusive Island samt österut via Vitryssland, Ukraina, Ryssland, Georgien, Armenien och Sydvästasien till Azerbajdzjan, Kazakstan och Centralasien. Söderut förekommer arten även på Kanarieöarna. I Sverige förekommer arten i Götaland, Svealand och östra Norrland, medan den i Finland främst är påträffad i de södra delarna av landet, ungefär upp till Österbotten och Norra Karelen, men med vissa fynd längre norrut.

## Ekologi
Den mindre rödstjärtdvärgpigan förekommer i många olika biotoper, som våtängar, flod- och bäckstränder, stäpper, stenbrott, skogsbryn och ruderatmark, gärna med träd och buskar som al, hagtorn, vide, blommande hägg och fläder. Mera sällan kan den även förekomma på barrträd, gräs, bland vissna löv och visset gräs, mossa och mull. Födan består av bladlöss. Arten övervintrar bland vissna löv och mossa.

## Bildgalleri

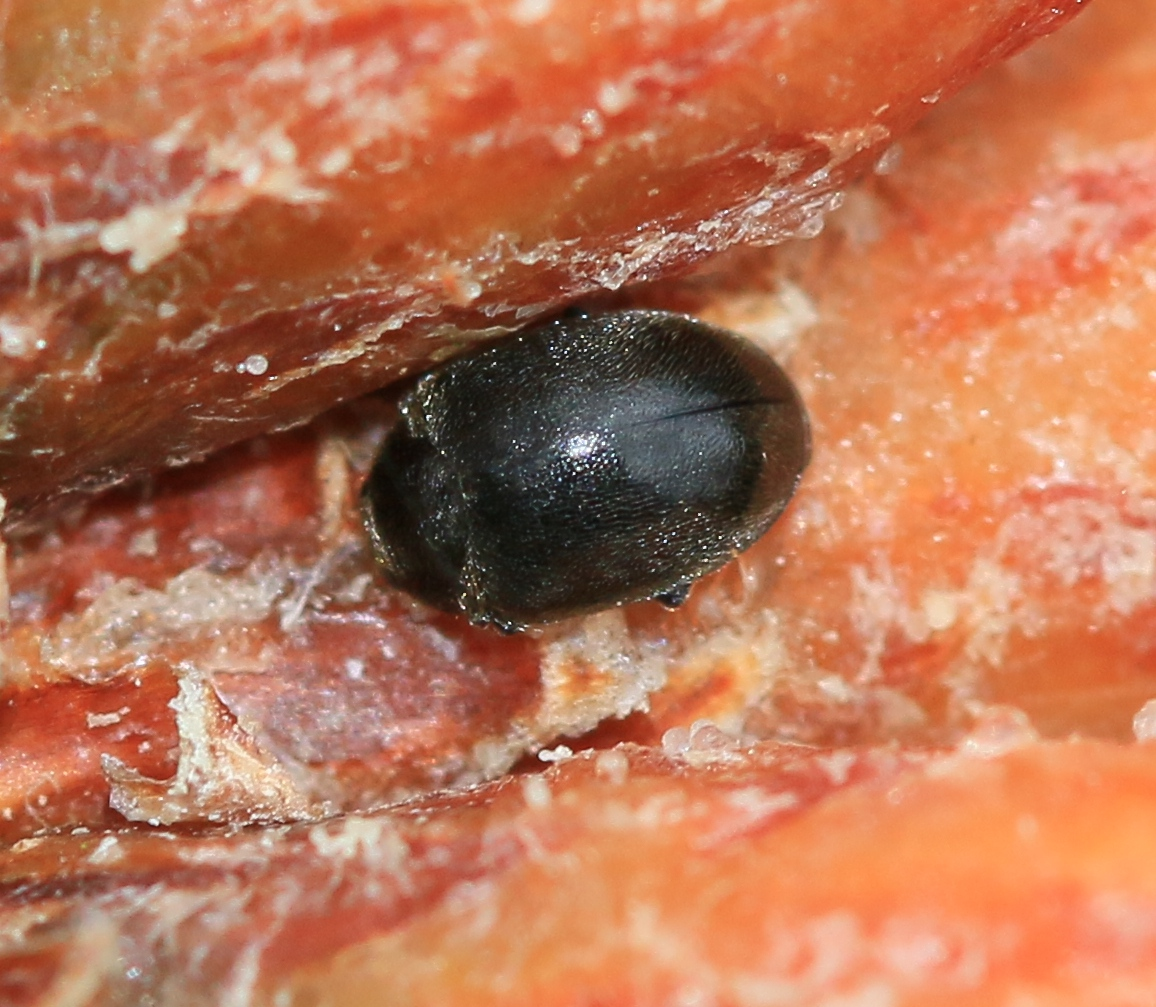
Mindre rödstjärtdvärgpiga påträffad i East Lothian, Skottland.